# 陈龙灿
陈龙灿（1965年3月21日—），四川省成都市新都区人，中国乒乓球运动员。

## 生平
自小喜爱乒乓球，1973年正式开始学球，1978年进入四川省队，1979年进入国家青年队，1983年11月进入国家队。1985年，陈于在瑞典哥德堡举行的第38届世乒赛中击败瓦尔德内尔等名将，获得团体冠军和个人亚军。1986年，世界杯乒乓球赛在特立尼达和多巴哥举行，陈击败阿佩伊倫、齋藤清、盧傳淞和江嘉良，获得冠军。其后陈转攻双打，同韦晴光合作先后获得第39届世乒赛和汉城奥运会男子双打冠军。1990年北京亚运会开幕式上，陈龙灿作为运动员代表宣誓。1991年，陈龙灿退役。
1992年，陈赴日本职业俱乐部打球，2001年，陈龙灿结束球员生涯，转型为教练，曾任日本女子乒乓球运动员福原爱的教练。不久，陈龙灿决定回到故乡，出任四川乒乓球女队领队。2005年，陈从西南财经大学毕业，获得MBA学位。同年，陈被任命为四川乒乓球男队主教练，但不久因种种原因，转而出任男队总教练闲职。2007年，陈龙灿成为四川省乒羽中心主任助理，分管乒乓球。2010年，陈龙灿受聘为西华大学体育学院副教授。

## 佚事
陈龙灿曾整容，将单眼皮割成双眼皮以及垫高鼻梁。